# Bohuslav Horák (ekonom)
Bohuslav Milan Horák (22. února 1899 Černilov – 13. října 1976 Washington, D.C.) byl český zemědělský inženýr, ekonom a novinář, rozhlasový dramaturg a programový ředitel Radiojournalu (předchůdci Československého rozhlasu), osobnost protinacistického a protikomunistického odboje v Československu, manžel právničky a političky Milady Horákové. Po komunistickém převratu v únoru 1948 se se svou manželkou stali politicky nepohodlnými, Horák unikl zatčení Státní bezpečností a následně odešel do emigrace v Západním Německu, posléze do USA.
Roku 1950 se pak jeho manželka Milada stala obětí justiční vraždy v důsledku jednoho z nejznámějších politických procesů v komunistickém Československu, ve kterém byla odsouzena za spiknutí proti republice.

## Život

### Mládí

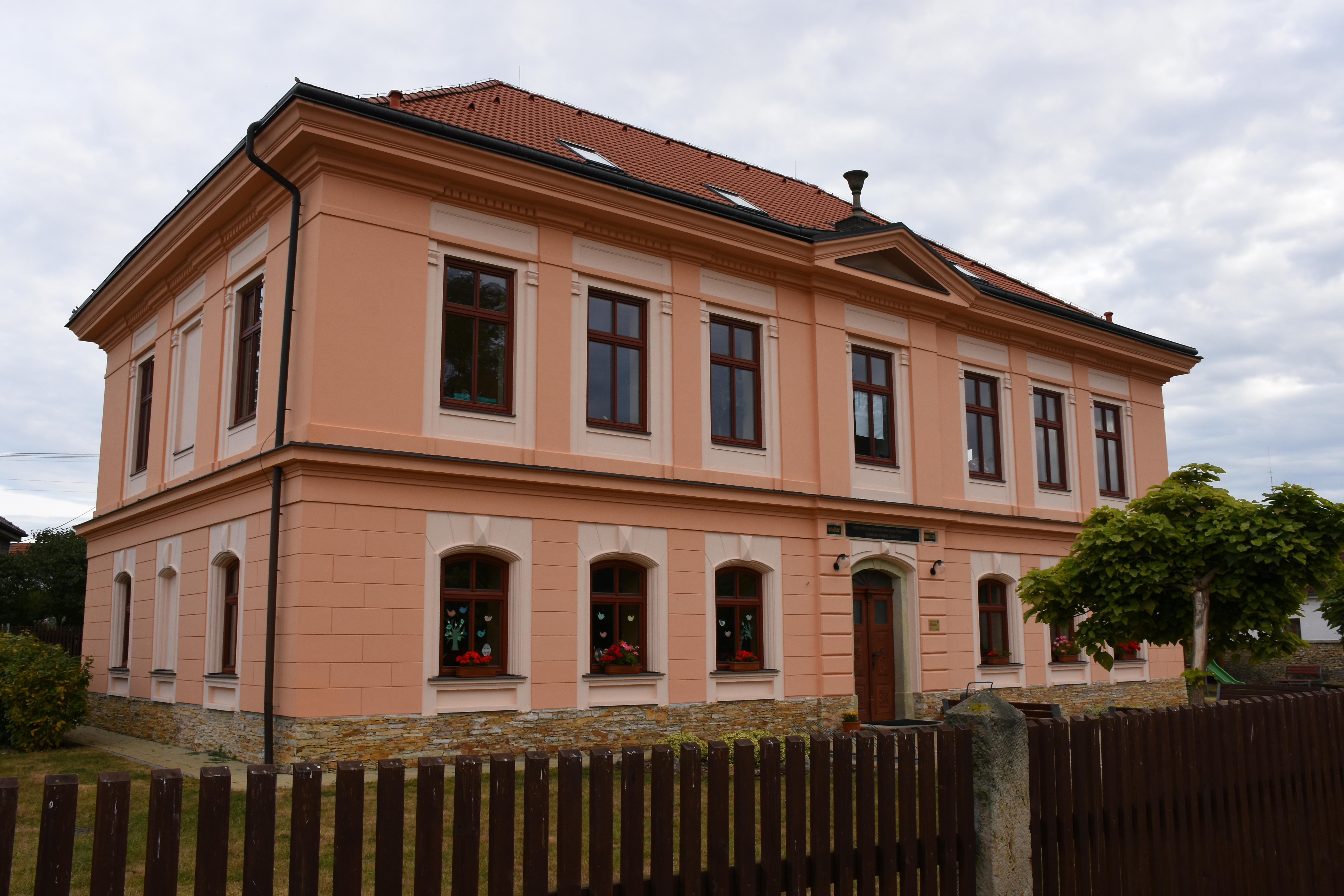
Základní škola evangelická v Černilově, rodný dům Bohuslava Horáka

Narodil se v budově někdejší Základní evangelické školy v obci Černilov nedaleko Hradce Králové do české tradičně evangelické rodiny řídícího učitele. Absolvoval základní evangelickou školu v Bělči nad Orlicí, kam se rodina z Černilova přesunula. Poté vystudoval střední hospodářskou školu v Chrudimi. Okolo roku 1918 nastoupil ke studiu na Vysoké škole zemědělské a lesního hospodářství v Praze, kde získal v roce 1923 titul zemědělského inženýra, roku 1928 pak na ČVUT titul Dr. techn.. Již během studií se seznámil se studentkou Právnické fakulty UK Miladou Královou z Královských Vinohrad, se kterou se, krátce po ukončení jejího studia roku 1926, oženil. Spolu se sňatkem konvertovala Milada Horáková-Králová spolu se svou rodinou k Českobratrské církvi evangelické. Manželům se roku 1934 narodila dcera Jana.

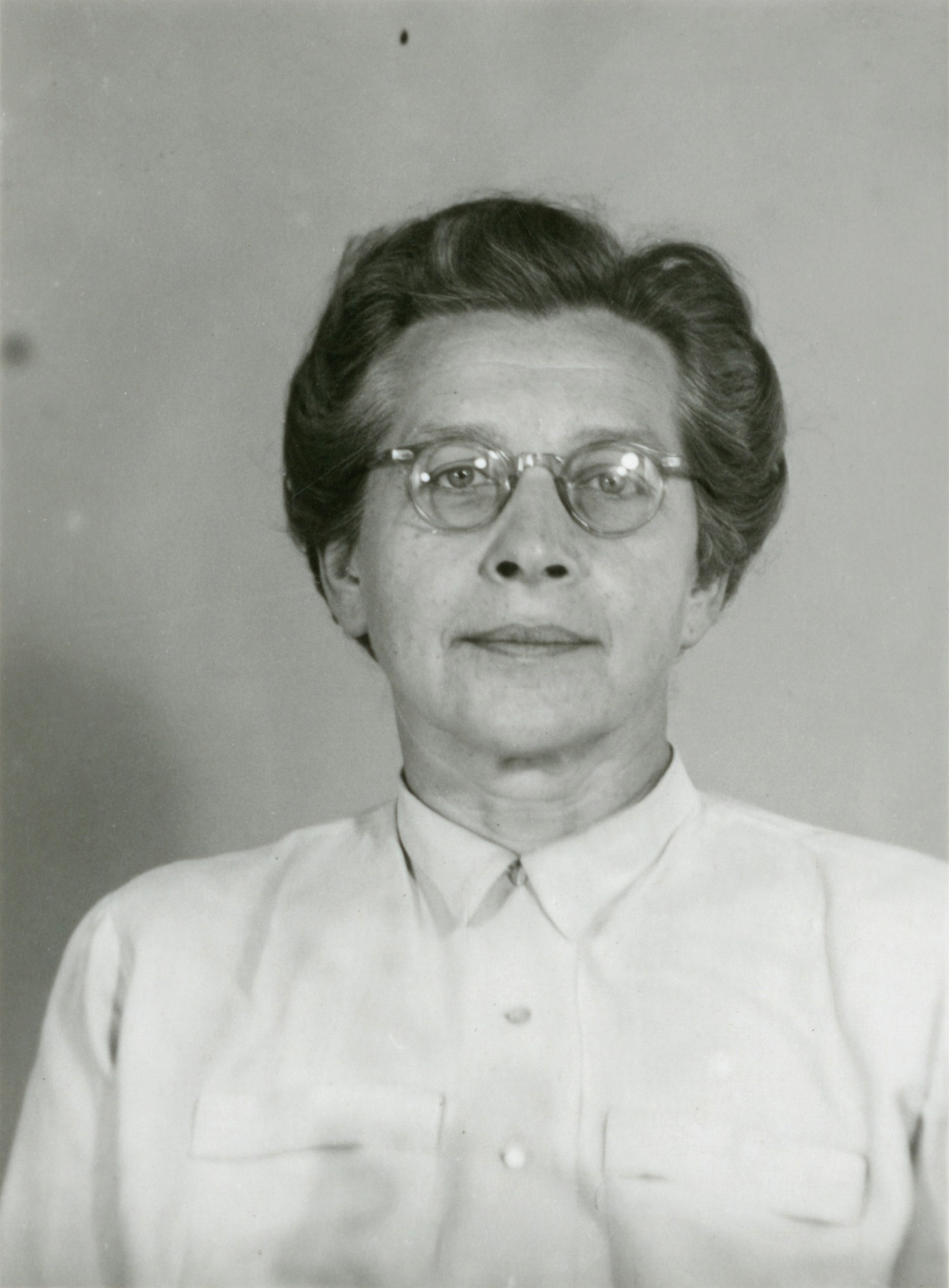
Milada Horáková po zatčení v roce 1949

### Novinář
Horák nastoupil jako novinář a redaktor do Radiojournalu, kde pracoval v redakci zemědělského vysílání. Proslul zejména popularizačními zábavními pořady formou rozhovoru dvou venkovanů. Koncem 30. let se pak stal programovým ředitelem vysílání Radiojournalu, posléze přejmenovaného na Československý rozhlas. Manželka Milada Horáková pak od dob svých studií působila v Ženské národní radě, roku 1929 pak vstoupila do České strany národně socialistické a začala pracovat na pražském magistrátu, kde se věnovala sociálním otázkám.

### Okupace Československa
Po obsazení tzv. Druhé republiky armádou nacistického Německa, vzniku Protektorátu Čechy a Morava a vypuknutí druhé světové války začala rodina Horákových pociťovat politické perzekuce a zároveň byla v kontaktu s lidmi z formujícího se druhého československého odboje. 2. srpna 1940 byli však oba manželé zatčeni gestapem (ne však za aktivity v odboji, ale za práci Horákové v Ženské národní radě) a podrobováni tvrdým výslechům. Lidovým nacistickým soudem byli pak odsouzeni k pěti letům vezení za zločiny proti říši. Horák byl vězněn v několika věznicích, především v Německu. Posléze byl internován ve Straubingu, kde na jaře 1945 absolvoval při evakuaci tábora pochod smrti, následně skupinu osvobodila americká armáda.

### Po roce 1945
Po osvobození Československa v květnu 1945 se vrátil do Prahy, kde se setkal s manželkou, rovněž po celou válku vězněnou. Horáková roce 1946 kandidovala za ČSNS v Zemi české a byla zvolena do Ústavodárného Národního shromáždění, byla členkou zahraničního a ústavněprávního výboru. V této době byla kritická vůči činnosti poválečných lidových soudů, práci v oblasti sociálních otázek, hospodářství a zahraniční politiky (odmítnutí Marshallova plánu) a brzy rozpoznala servilní poslušnost československých komunistů vůči Moskvě. Kvůli tomu byla rodina monitorována StB, která byla již od konce války ovládána právě komunisty.

### Proces se skupinou Milady Horákové
Po komunistickém puči v únoru 1948 byla rodina vystavena dalším perzekucím, Horáková byla zbavena řady funkcí. Přestože měla rodina možnost opustit Československo, Horáková svůj odchod z vlasti oddalovala a byla stále politicky aktivní. V květnu 1948 založila s bývalým poslancem Josefem Nestávalem neformální skupinu kolem ČSNS, která udržovala kontakty s exilovými politiky Petrem Zenklem a Hubertem Ripkou. Podporovala lidi usilující o emigraci a nadále veřejně vystupovala proti komunistické vládě. Pomalu tak vznikal třetí protikomunistický odboj, ač svou činností se nikdy nedostal na hranu nebo dokonce za hranu tehdejších zákonů.
Milada Horáková se dostala do hledáčku jako vhodná kandidátka pro akci StB „Střed“, v rámci níž měla být 27. září 1949 zatčena. Pokus o odvedení do vazby se doma na Smíchově nezdařil, neboť tam byla jen služebná, dcera a Bohuslav Horák, kterému se podařilo v nestřeženou chvíli uniknout. Varovat svou ženu se mu však nepodařilo, neboť již byla zatčena o několik hodin dříve ve své kanceláři v Masné ulici. Horák se po úniku ze zatčení dva měsíce skrýval v okruhu své evangelické církve. Protože žít v ilegalitě bylo velmi rizikové, 1. prosince 1949 se mu podařilo uniknout do Západního Německa, kde žil v uprchlickém táboře Valka. Po propuštění se aktivně snažil přitáhnout pozornost k případu své manželky.
S Miladou Horákovou a dalšími byl pak zahájen politický proces, který skončil tvrdými tresty vězení a několika tresty smrti. Mezi nimi byla, jako jediná žena, právě Milada Horáková. Přestože i mnohé významné osobnosti, například Albert Einstein, Jean-Paul Sartre, Winston Churchill nebo Eleanor Rooseveltová, se snažily svými dopisy získat pro odsouzené milost u prezidenta, Gottwald, formálně na doporučení ministra spravedlnosti, rozsudky k trestu smrti podepsal. Rozsudek byl vykonán 27. června 1950 v pankrácké věznici.
Dcera Jana (později provdaná Kánská), která v Československu zůstala, byla vychována na přání matky u sestry Věry, příjmením Králové-Tůmové.

### V USA
Roku 1951 získal Horák povolení k vystěhování se do USA, a to i přes komplikaci v podobě faktu, že ještě před emigrací podal přihlášku do KSČ. Nezdarem skončil jeho pokus na podzim 1951 vyvézt z Československa jeho tehdy šestnáctiletou dceru Janu, po kterém byl Horákův pověřenec František Kroc zatčen StB a odsouzen na doživotí (Jana se o pokusu dozvěděla až o řadu let později). Horák se ve Spojených státech aktivně zapojil do zpravodajského okruhu okolo někdejšího československého generála a rozvědčíka Františka Moravce, která se soustředila na získávání informací z ČSR prostřednictvím kurýrů. Rovněž aktivně pečoval o památku a odkaz své manželky.
Dcera Jana nemohla v Československu studovat, po invazi vojsk Varšavské smlouvy do ČSSR v roce 1968 ale získala vystěhovalecké vízum a odjela za otcem do USA.

### Úmrtí
Bohuslav Horák zemřel 13. října 1976 ve Washingtonu D. C. ve věku 77 let a byl tam i pohřben.
V roce 1977 byly jeho ostatky převezeny do vlasti dcerou Janou. Následně ovšem ještě před pochováním byly zcizeny tehdejším režimem na Evangelickém hřbitově v Bělči nad Orlicí.

### Film
Druhého listopadu 2017 byl do českých kin uveden dlouho připravovaný životopisný a historický film o Miladě Horákové s názvem Milada. Hlavní roli ztvárnila izraelská herečka Ayelet Zurerová, roli Bohuslava Horáka pak ztvárnil americký herec Robert Gant. Snímek získal dva České lvy, za kostýmy a masky.